# Jesus Christ Superstar (film, 1973)
Jesus Christ Superstar je film z roku 1973 založený na stejnojmenném muzikálu.

## Výroba
Během natáčení filmu Šumař na střeše (1971), Barry Dennen (který zpíval Piláta na albu z roku 1970) navrhl Normanu Jewisonovi, že by měl natočit film podle muzikálu Jesus Christ Superstar. Po poslechu alba Jewison souhlasil. Film se natáčel v Izraeli (zejména v ruinách města Avdat) a na dalších místech Středního východu v roce 1972. Herci byli většinou vybráni z inscenace muzikálu na Broadwayi, Ježíše a Jidáše hráli Ted Neeley a Carl Anderson. Neeley na Broadwayi hrál malomocného a zaskakoval v roli Ježíše. Zároveň s Dennenem hráli stejné role jako na Broadwayi také Yvonne Ellimanová (Marie Magdalena) a Bob Bingham (Kaifáš). Yvonne Ellimanová navíc zpívala Marii Magdalenu i na původní gramofonové nahrávce, je tak jediná, kdo svou roli zpíval na původní desce a zároveň hrál na Broadwayi (a navíc ve filmu). Původně chtěl režisér Jewison do role Ježíše Iana Gillana (zpíval Ježíše na původním albu), ale Gillan nabídku odmítl, neboť dal přednost turné se svou skupinou Deep Purple. I ve filmu byly, podobně jako v divadelním nastudování, změněny některé věty, přesto se film neubránil kontroverzím.

## Obsazení
| Ted Neeley     | Ježíš Kristus     |
| Carl Anderson  | Jidáš Iškariotský |
| Yvonne Elliman | Marie Magdalena   |
| Barry Dennen   | Pilát Pontský     |
| Bob Bingham    | Kaifáš            |
| Kurt Yaghjian  | Annáš             |
| Philip Toubus  | Šimon Petr        |
| Larry Marshall | Šimon Zélótes     |
| Josh Mostel    | Héródés Antipas   |

## Ocenění
- nominace na Oscara
- dvě nominace na Zlatý glóbus pro představitele obou hlavních mužských rolí

## Soundtrack
Soundtrack k filmu vyšel ve Spojených státech na 2LP v roce 1973. V reedici na CD vyšel v roce 1993 a 1998.

### Strana jedna
1. Overture – 5:26
2. Heaven on Their Minds – 4:22
3. What's the Buzz? – 2:30
4. Strange Thing Mystifying – 1:50
5. Then We Are Decided – 2:32
6. Everything's Alright – 3:36
7. This Jesus Must Die – 3:45

### Strana dva
1. Hosanna – 2:32
2. Simon Zealotes – 4:28
3. Poor Jerusalem – 1:36
4. Pilate's Dream – 1:45
5. The Temple – 5:26
6. I Don't Know How to Love Him – 3:55
7. Damned for All Time / Blood Money – 4:37

### Strana tři
1. The Last Supper – 7:12
2. Gethsemane (I Only Want to Say) – 5:39
3. The Arrest – 3:15
4. Peter's Denial – 1:26
5. Pilate & Christ – 2:57
6. King Herod Song – 3:13

### Strana čtyři
1. Could We Start Again, Please? – 2:44
2. Judas' Death – 4:38
3. Trial Before Pilate – 6:47
4. Superstar – 3:56
5. Crucifixion – 2:40
6. John Nineteen: Forty-One – 2:20